# Springmine

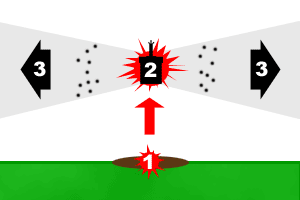
Funktionsweise einer Springmine: Die erste Sprengladung katapultiert die Mine etwa einen Meter in die Höhe, die zweite schießt Splitter in alle Richtungen. Das Steumuster entspricht einem Annular Blast.

Eine Springmine ist eine Antipersonenmine für den Einsatz im offenen Gelände. Wenn sie ausgelöst wird, befördert eine kleine Treibladung den Minenkörper etwa einen Meter in die Höhe, wo dann die Hauptladung explodiert und Splitter ringsum verteilt. Die erste Mine dieser Art war die deutsche S-Mine während des Zweiten Weltkriegs. Weitere Länder haben eigene Modelle entwickelt, großteils von der S-Mine abgeleitet.
Springminen sind komplizierter als gewöhnliche Antipersonenminen und daher teurer in der Produktion. Weil sie dazu gedacht sind, vergraben zu werden, eignen sie sich auch schlecht für großflächige Streuverlegung zum Beispiel durch Flugzeuge. Die Auslösung kann entweder direkt über Drucksensoren bzw. Stolperdrähte oder über eine Fernzündung erfolgen.
Die Mine wird dabei bis zu ihrem Hals vorzugsweise in der Nähe von Gestrüpp bzw. Sträuchern eingegraben. Der überstehende Hals wird anschließend gesondert getarnt.
Die amerikanischen Soldaten gaben der deutschen S-Mine des Zweiten Weltkrieges den Namen Bouncing Betty (springende Betty).

## Beispiele
- S-Mine, Deutschland
- DM 31, Deutschland
- M2, USA
- M16, USA
- Mk-2, Großbritannien
- OZM-3, Russland
- OZM-4, Russland
- OZM-72, Russland
- POM-3, Russland
- PP-Mi-Šr, Tschechien
- PROM-1, Jugoslawien
- Type 69, China
- Valmara 59, Italien
- Valmara 69, Italien

## Selbstheilende Minenfelder
Eine jüngere Entwicklung stellen die so genannten selbstheilenden Minenfelder, engl. Self-Healing Minefield SHM dar. Bei diesem Konzept kommunizieren die einzelnen Minen die Abstände untereinander. Zeigt sich dabei eine Lücke, etwa weil ein gewisser Bereich bereits geräumt wurde, so springen benachbarte Minen in diese Lücke. Hierbei dient das Springen der Minen dazu, die Räumung zu erschweren, nicht um die Wirkung zu verstärken.